# Geun (Einheit)
Das Geun (koreanisch 근; Hanja: 斤; Revidierte Romanisierung: geun; McCune-Reischauer: kŭn; Yale-Romanisierung: kun; auch romanisiert zu keun und kön) ist ein koreanisches Gewichtsmaß. Wie viele koreanische Maßeinheiten leitet es sich von denen Chinas ab, in diesem Fall vom 斤,  jīn – „Pfund“, siehe auch Kätti.
Besonders vor der Einführung des metrischen Systems gibt es je nach Quelle unterschiedliche Angaben über das Gewicht eines Geun. Es reicht von 545,96 g bei Pogio, über circa 595,2 g bei Gyllenbok bis zu circa 608 g bei Arnous. Das Geun zerfiel in:
| geun (근) |            |          |          |         |
| 16        | nyang (냥) |          |          |         |
| 160       | 10         | don (돈) |          |         |
| 1.600     | 100        | 10       | bun (분) |         |
| 16.000    | 1.000      | 100      | 10       | ri (리) |

Heute wird das Geun nur noch im Sprachgebrauch verwendet und beträgt etwa 600 g.
| gwan (관) |           |            |          | 3,75 kg |
| 6 1⁄4     | geun (근) |            |          | 600 g   |
| 100       | 16        | nyang (냥) |          | 37,5 g  |
| 1000      | 160       | 10         | don (돈) | 3,75 g  |